# Tarzan's Hidden Jungle
Tarzan's Hidden Jungle (Brasil: Tarzan na Selva Misteriosa ) é um filme norte-americano de 1955, do gênero aventura, dirigido por Harold D. Schuster e estrelado por Gordon Scott e Vera Miles.

## A produção
O filme foi o último Tarzan distribuído pela RKO, que tinha contrato de exclusividade com o produtor Sol Lesser desde 1943. Por outro lado, este foi o primeiro de seis filmes em que o herói foi vivido por Gordon Scott.
Scott, um salva-vidas descoberto por olheiros em Las Vegas em 1953, foi o décimo-primeiro Tarzan e o substituto de Lex Barker, que procurava novos caminhos. Sem experiência no cinema, sua primeira atuação sofreu reparos, mas ele cresceu com o passar do tempo e até há quem o considere o melhor de todos os Tarzans da tela.
As duas produções imediatamente anteriores, Tarzan's Savage Fury e Tarzan and the She-Devil, renderam pouco nas bilheterias, daí Lesser cortar ainda mais o orçamento para a nova película. A inserção de cenas de arquivo, mostrando animais e selva, era facilmente identificável pelas diferentes intensidades da luz.
Não há nenhuma Jane para o Homem Macaco de Scott, mas ele tem um interesse romântico na pessoa da enfermeira Jill Hardy, vivida por Vera Miles. Os dois vivem uma sequência apimentada, quando Tarzan encontra Jill a banhar-se nua no rio. Por sinal, Scott e Vera |casaram-se no ano seguinte. A união durou um lustro e deu-lhes um filho, em 1957.

## Sinopse
Burger e DeGroot, dois caçadores que fingem ser fotógrafos, invadem o território dos Sukulus, onde os animais são sagrados. Seus objetivos são reunir 2000 barris de gordura, duas toneladas de marfim e centenas de peles de leões. Enquanto isso, Tarzan ajuda o Dr. Celliers, enviado pelas Nações Unidas para curar as doenças dos nativos. Quando descobrem os caçadores, os Sukulus, furiosos, atiram o doutor e sua auxiliar Jill em um poço destinado a feras. Tarzan socorre ambos e chama os elefantes para dar um fim nos malfeitores.

## Recepção crítica
Tarzan's Hidden Jungle foi muito mal recebido pela crítica especializada. Segundo a Hollywood Reporter, o filme "está abaixo do padrão das produções de Tarzan... o roteiro praticamente não tem ação, exceto longas marchas pela selva. Harold Schuster faz bem o que qualquer outro diretor faria com conversas e caminhadas... Digno de nota mesmo, somente a introdução de um novo Tarzan, um jovem de boa aparência, com um físico capaz de fazer qualquer homem comum cortar o próprio pescoço, de pura frustração."
A crítica contemporânea também não aprova a produção. Para Leonard Maltin, o filme é "competente, mas sem excitação",
enquanto os autores de The RKO Story dizem que a estreia de Gordon Scott "foi menos que tonitroante, graças a um roteiro despropositado e uma direção superficial", além da pobreza da produção e da falta cenas de ação. Enfim, para o historiador Gabe Essoe, a sequência do banho de Vera Miles "é a única cena decente da película".

## Elenco
| Ator/Atriz         | Personagem      |
| ------------------ | --------------- |
| Gordon Scott       | Tarzan          |
| Vera Miles         | Jill Hardy      |
| Peter van Eyck     | Doutor Celliers |
| Jack Elam          | Burger          |
| Charles Fredericks | DeGroot         |
| Richard Reeves     | Reeves          |
| Maidie Norman      | Suma            |